# Leiomela lopezii
Leiomela lopezii är en bladmossart som beskrevs av O. Griffin 1977. Leiomela lopezii ingår i släktet Leiomela och familjen Bartramiaceae. Inga underarter finns listade i Catalogue of Life.